# 24 sata Le Mansa
24 sata Le Mansa (fra. 24 Heures du Mans ili 24 Heures de Le Mans) čuvena je automobilistička utrka koja se svake godine u lipnju održava u francuskom gradu Le Mansu. Smatra se najstarijom automobilističkom utrkom izdržljivosti, s prvim izdanjem održanim 1923. godine. Organizira je Automobile Club de l'Ouest (ACO), te se vozi na stazi Circuit de la Sarthe formiranoj od zatvorenih javnih cesta. Zajedno s Velikom nagradom Monaka i 500 milja Indianapolisa, jedna je od tri najprestižnije utrke u svijetu automobilizma.

## Svrha
U doba kada su širom Europe održavane Grand Prix utrke, Le Mans je bio zamišljen kao drukčiji ispit u autošportu. Umjesto usredotočenja na sposobnost automobilističkih tvrtki da izrade najbrža vozila, utrka u Le Mansu trebala je koncentrirati sposobnost proizvođača na izradu pouzdanih sportskih automobila, što bi potaknulo inovacije i u potrošnji goriva, radi prirode utrka izdržljivosti koja zahtijeva što manje provedenog vremena u opskrbi. Također, djelomično noćna utrka trebala je potaknuti inovacije i kod svjetala.
U isto vrijeme, konfiguracija staze zahtijevala je bolju aerodinamiku i stabilnost vozila pri velikim brzinama. Iako je ta karakteristika bila identična Grand Prix utrkama, rijetko je koja staza Europi imala ravne odsjeke iste dužine kao Mulsanne. Činjenica da se radi o javnoj cesti, i zbog toga lošije održavanoj u odnosu na neke staze isključivo namijenjene utrkama, također stvara veću potrošnju nekih dijelova bolida, što još više ističe važnost pouzdanosti.
Od kasnih 1970-ih, potreba za štednjom goriva nakon svjetske energetske krize dovela je do prihvaćanja formule s fokusom na manjoj potrošnji goriva poznatoj kao Grupa C, u kojoj je svakom natjecatelju unaprijed određena maksimalna moguća potrošnja goriva, prema kojoj se projektirao motor. Premda je Grupa C napuštena nakon što su momčadi svladale formule goriva, nakon što su se početkom 2000-ih pojavili alternativni izvori goriva smanjenje potrošnje je i dalje bitno mnogim timovima, s namjerom skraćivanja vremena provedenog u boksevima.
Takve tehnološke inovacije imale su pozitivan efekt na proizvodnju serijskih automobila, gdje se koristila tehnologija razvijena za utrke nekoliko godina ranije. Također, to je dovelo do dizajna i proizvodnje sve bržih i neobičnijih supersportskih automobila, radi nastojanja proizvođača da vrlo brze cestovne automobile kasnije prerade u još brže GT bolide za natjecanje u Le Mansu ili drugim utrkama. Danas, pobjeda na 24 sata Le Mansa smatra se izvanredno prestižnom za proizvođače automobila, što je osim direktne reklame i indirektna potvrda kvalitete serijskih automobila.

## Utrka

### Vozila
Na 24 sata Le Mansa najčešće natječe oko 50 automobila. Svaki mora imati ne manje od dva sjedaća mjesta, premda se u novije vrijeme to pravilo podrazumijeva, ali ne provodi. Također, svaki natjecateljski automobil može imati najviše dvoja vrata, dok ih otvoreni bolidi ne moraju imati. Premda se svi natječu u isto vrijeme, postoje odvojene klase. Po završetku utrke, proglašava se ukupni pobjednik, kao i pobjednici pojednih klasa.
Tijekom godina klase su se mijenjale, te ih je trenutno četiri. Namjenski izrađeni Le Mans Prototipi (LMP), s dvije klase, LMP1 i LMP2, koje se razlikuju po brzini, težini i snazi motora. Sljedeće dvije klase temelje se na serijskim GT automobilima, također podijeljeni brzinom, snagom i težinom na klase GTE-PRO and GTE-AM. Premda se pobjednik može najčešće pronaći među prve dvije klase, niže klase ponekad ostvare ukupnu pobjedu zbog bolje pouzdanosti.

### Vozači
Izvorno, nije bilo pravila o broja vozača u pojedinom automobilu, ili koliko dugo je pojedinom vozaču dozvoljeno voziti. Iako su skoro sve momčadi u ranim desetljećima utrke koristile dva vozača po vozilu, neki natjecatelji kao Pierre Levegh i Eddie Hall pokušali su voziti samostalno, nadajući se uštedi vremena radi nemijenjanja vozača, ali kasnije to je zabranjeno. Do 1980-ih, jedan su automobil većinom vozila dva vozača, ali krajem istog desetljeća uvedeno je pravilo od najmanje tri vozača po vozilu.
Do 1990-ih, zbog brzina koje su vozila postizala i napora kojima su bili izloženi vozači, uvedena su dodatna pravila radi povećanja sigurnosti. Vozači više nisu mogli voziti više od četiri uzastopna sata, te niti jedan vozač nije smio voziti više od četrnaest sati ukupno.

### Jedistvena pravila i tradicije
Iako je utrka 24 sata Le Mansa djelovala u sklopu Svjetskog prvenstva sportskih automobila (World Sportscar Championship), većim dijelom svoga postojanja sadržila je pravila koja su se razlikovala od onih u drugim utrkama prvenstva, djelomično zbog dužine utrke. Neka su pravila uvedena zbog sigurnosnih razloga, dok druga sa svrhom natjecanja.
Dugi niz desetljeća vrijedilo je pravilo koje je zabranjivalo izmjenu ulja ili tekućine u hladnjaku tijekom prvog sata utrke. S tim pravilom ACO je nastojao poboljašati pouzdanost i efikasnost vozila, te bi najtecatelji koji nisu mogli izdržati prvih sat vremena bez nadolijevanja tekućina bili diskvalificirani.
Još jedno pravilo jedinstveno za Le Mans, obavezno je gašenje motora tijekom nadolijevanja goriva u boksevima, temeljeno ne samo na činjenici da je tako sigurnije u aspektu mogućeg zapaljenja, već i na još jednom ispitu pouzdanosti koji zahtijeva da vozila tijekom utrke moraju mnogo puta samostalno upaliti motor u trkaćim uvjetima. Također, mehaničarima nije dopušten rad na automobilu ili izmjena guma dok se nadolijeva gorivo, što je momčadi primoralo na inovativne načine skraćivanja dugačkih zadržavanja u boksevima. Iznimka u tom pravilu je dozvoljena promjena vozača za vrijeme opskrbe gorivom.
Tijekom godina, u Le Mansu su održavane različite tradicije. Jedna od najdugovječnijih francuska je trobojnica kojom starter označava početak utrke, što je uobičajeno praćeno preletom ratnih aviona koji ispuštaju plavi, bijeli i crveni trak. Slična je tradicija i mahanje sigurnosnim zastavama službenika sa staze za vrijeme posljednjeg kruga u počast pobjednicima i ostalim vozačima koji su završili utrku.
24 sata Le Mansa također je poznata i kao prva poznata važnija utrka gdje je pobjednik šampanjcem prskao, umjesto da ga je popio. Kada su Dan Gurney i A.J. Foyt  pobijedili u Le Mansu 1967., s pobjedničkog postolja među okupljenim ljudima Gurney je primijetio glavnog Fordovog menadžera Henryja Forda II, vlasnika tima Carrolla Shelbya i njihove supruge, kao i nekoliko novinara koji su čuvenom dvojcu prognozirali katastrofalan nastup. Gurney je protresao bocu i sve ih poprskao, započevši tradiciju koju pobjednici automoblističkih utrka poštuju i nakon 40 godina.

#### Raspored
Prva se utrka održala 26. i 27. svibnja 1923., te od tada svake se godine vozi u lipnju, s iznimkama 1956., kada se održala u srpnju, i 1968.,
kada je vožena u rujnu zbog općenacionalnih političkih nemira u Francuskoj te godine. Utrka je bila dvaput otkazana: 1936. zbog Velike depresije i od 1940. do 1948. zbog drugog svjetskog rata i ratnih posljedica tijekom prvih poratnih godina.
Utrka se najčešće održava krajem drugog tjedna u lipnju, s kvalifikacijama i treninzima u srijedu i četvrtak prije utrke i administrativnim pregledom bolida u ponedjeljak ili utorak. Trenutno se kvalifikacije održavaju uvečer, s dva odvojena dvosatna kvalifikacijska treninga svake večeri. Petkom je na rasporedu dan odmora, koji uključuje i paradu svih vozača kroz centar Le Mansa.
Dan testiranja također se uobičajeno održava prije samog događaja, tradicionalno krajem travnja ili početkom svibnja. Testiranja su nekada služila i kao prekvalifikacije za utrku, te bi najsporiji automobili izgubili pravo nastupa na kvalifikacijama. Ipak, zbog troškova prevoženja vozila u Le Mans i potom natrag u prvenstva gdje se natječu između testiranja i utrke, testiranja u od 2005. premještena u prvi tjedan lipnja. Praksa prekvalifikacija također je ukinuta 2000., od kada svi natjecatelji pozvani na testiranja imaju pravo nastupa na utrci.
Utrke starih trkaćih automobila Le Mans Legend, od 2001. također su dio rasporeda, s egzibicijskim utrkama voženim u dane kvalificija, nekoliko sati prije glavnih natjecatelja.
Tradicionalno, utrka je započinjala u subotu u 16:00, premda je 1968. započela u 14:00, zbog kasnijeg termina u kalendaru. 1984. i 2007., start je pomaknut u 15:00 zbog izbora koji su se istovremeno održavali u Francuskoj. 2006., ACO je odredio start u 17:00, u subotu 17. lipnja, zbog bolje pokrivenosti televizijskim prijenosom između utakmica Svjetskog nogometnog prvenstva 2006. Od 2008. redovni start, čini se, trajno je postavljen u 15:00.

#### Poredak
Izvorno, rezultate je određivala pređena distanca u utrci. Automobil koji je tijekom 24 sata prešao najduži put, proglašan je pobjednikom. Poznat je slučaj da je to pravilo 1966. zateklo Ford. Dva su Fordova automobila u dominantom vodstvu na čelu utrke, usporila prilikom prolaska kroz cilj zbogfotografiranja s Dannyjem Hulmeom neznatno ispred Brucea McLarena. Ipak, McLarenov je auto startao sa znatno niže pozicije u odnosu na Hulmea, što znači da je tijekom utrke prešao veću udaljenost. S razlikom između prvoplasiranog i drugoplasiranog procijenjenom na osam metara, McLaren i njegov suvozač Chris Amon proglašeni su pobjednicima. S uvođenjem letećeg starta to pravilo je promijenjeno, te se pobjednik određuje po broju pređenih krugova.
Da bi bio uvršten u konačni poredak, automobil mora proći ciljnu liniju 24 sata nakon starta, što je uzrokovalo dramatične scene kada oštećena vozila satima čekaju u boksevima ili uz rub staze u blizini cilja, da bi se ponovo pokrenuli i provukli ciljem nakon kraja utrke. Takva praksa čekanja kraja utrke u novije je vrijeme zabranjena, s uvjetom kompletiranja zadane udaljenosti tijekom zadnjeg sata utrke.
Još jedno pravilo koje je postavio ACO, uvjet je kompletiranja 70% udaljenosti koju je prešao pobjednik utrke. Vozilo koje ne pokrije taj broj krugova, čak i ako završi utrku, ne smatra se vrijednim uvrštenja u konačni poredak zbog slabe pouzdanosti ili male brzine.

#### Start
Utrka je tradicionalno započinjala takozvanim Le Mans startom, s automobilima poredanim duž zida bokseva u poretku postignutom na kvalifikacijama, dok su startajući vozači stajali na suprotnoj strani startno-ciljne ravnine. Kada je francuskom zastavom označen start, vozači su trčali preko piste i bez pomoći svojih mehaničara uskakali u bolide, nakon čega su najbrže moguće palili motore svojih vozila i započinjali utrku. Krajem 1960-ih, vozači su zbog boljeg plasmana, u prvom krugu počeli zanemarivati svoje sigurnosne pojaseve, te su nekoliko krugova vozili nepropisno vezani ili nevezani uopće, što je dovelo do nekoliko pogibija u masovnim sudarima tijekom ili neposredno nakon starta.
Takva tradicija startanja nadahnula je Porsche da pozicionira prekidač za paljenje motora lijevo od upravljača, što je vozaču omogućavalo da lijevom rukom pokrene motor, i desnom ubaci u brzinu.
Još jedan način bržeg startanja razvio je Stirling Moss. Njegov automobil već ga je čekao s mjenjačem u prvoj brzini. Kada je uskočio u auto, upalio je motor bez da pritisne kvačilo, te se vozilo trenutno trznulo unaprijed, ali zbog malog broja okretaja motor se ipak nije pokrenuo. Nakon nekoliko sekundi kretanja, stisnuo je kvačilo i omogućio motoru da se ubrza dok je automobil još bio u pokretu.
Smatrajući da je takva vrsta startanja nesigurna, 1969., tada debitant u Le Mansu, Jacky Ickx usprotivio se toj praksi hodajući preko staze dok su ostali natjecatelji trčali. Premda skoro udaren bolidom jednog od bržih natjecatelja, Ickx se polako vezao pojasevima prije nego što je krenuo. Nažalost, u prvom krugu dogodio se incident te je vozač John Woolfe poginuo, dok je Ickx pobijedio u utrci.
Tradicionalni start promijenjen je 1970. Vozila su i dalje bila poredana duž zida bokseva, ali vozači su već bili u njima povezani, te bi na znak starta pokenuli motore i započeli utrku. Ipak, ta metoda promijenjena je već 1971. uvođenjem letećeg starta (ponekad znan i kao Indianapolis start), te od tada nije bilo izmjena.

## Staza
Staza na kojoj se održava 24 sata Le Mansa zove se Circuit de la Sarthe, nazvana po departmanu Sarthe gdje je lociran grad Le Mans. Sastoji se od permanentne staze i javnih prometnica koje se u vrijeme utrke privremeno zatvaraju. Od 1923. znatno je modificirana, većinom iz sigurnosnih razloga, te je trenutno dugačka 13,626 km. Premda je izvorno zalazila u grad Le Mans, skraćena je zbog veće sigurnosti publike. To je dovelo do uvođenja zavoja Dunlop i Tertre Rouge prije spajanja sa starom stazom kod Mulsannea. Još jedna značajna izmjena tiče se same ravnine Mulsanne, kada je FIA odlučila da više neće odobriti niti jednu stazu s ravnim pravcima dužim od 2 km, što je uzrokovalo postavljanje dvije šikane zbog usporavanja velikih brzina koje su bolidi postizali na 5 kilometara dugačkom ravnom pravcu.
Javni dijelovi staze razlikuju se od permanentnih sektora, posebno u usporedbi sa stazom Bugatti, smještenom unutar Circuit de la Sarthe. Zbog gustog prometa u području, asfalt javnih cesta nije posebno ravan ili dobro održavan, koji također ne omogućava i jače prijanjanje zbog nedostatka trošenja mekih guma koje trkaći automobili polažu na asfalt, premda to utječe samo na nekoliko prvih krugova. Ceste se zatvaraju samo nekoliko sati prije kvalifikacija i utrke, te ponovo otvaraju odmah nakon završetka. Na javnim dijelovima staze, radnici svake godine moraju sklopiti i rasklopiti sigurnosne barijere.

## Povijest
Za popis izvještaja pojedinih utrka, vidi: Kategorija:Utrke 24 sata Le Mansa.

### 1923. – 1939.
Prvo izdanje 24 sata Le Mansa voženo je 26. i 27. svibnja 1923., javnim cestama u okolici Le Mansa. Izvorno je zamišljena kao trogodišnji događaj koji bi trofejem Rudge Whitworth Triennial Cup nagrađivao automobil koji bi prešao najveću udaljenost tijekom tri uzastopne utrke. Ta zamisao napuštena je 1928., te su ukupni pobjednici proglašavani za svaku pojedinu godinu. Prvim utrkama dominirali su francuski, britanski i talijanski vozači, močadi i bolidi, s markama Bugatti, Bentley i Alfa Romeo među pobjednicima. Od kasnih 1930-ih u Le Mansu pojavljuju se inovacije u dizajnu automobila, te se Bugatti i Alfa Romeo natječu s visoko aerodinamičnim karoserijama zbog većih brzina. 1936., utrka je otkazana radi generalnih štrajkova u Francuskoj, te potom s izbijanjem Drugog svjetskog rata, i poratnom obnovom u Francuskoj. 24 sata Le Mansa pauzirala je 10 godina.

### 1949. – 1969.
Nakon rekonstrukcije staze i pratećih objekata, od 1949. utrka ponovo se održava s obnovljenim interesom velikih automobilističkih proizvođača. Nakon osnivanja Svjetskog prvenstva sportskih automobila 1953., kojeg je Le Mans bio dijelom, Ferrari, Aston Martin, Mercedes-Benz, Jaguar i mnogi drugi, tvorničkim su momčadima s više bolida natjecali se za ukupnu pobjedu. Nažalost, žestoko suparništvo dovelo je do katastrofe na utrci 1955., kada je automobil Pierrea Levegha, odletio u publiku, te je poginulo više od 80 gledatelja, što se smatra najgorom nesrećom u povijesti automobilizma. Incident je doveo do opsežnih mjera sigurnosti ne samo na stazi Circuit de la Sarthe, već i u svijetu automobilizma uopće. Ipak, iako su sigurnosni uvjeti poboljšani, povećavale su se i brzine trkaćih automobila. Prelazak s otvorenih dvosjeda na zatvorene kupee doveo je do brzina od preko 320 km/h. Trkaći bolidi iz tog doba još su uvijek bili temeljeni većinom na serijskim automobilima, te će krajem 1960-ih, Ford Motor Company sa svojim GT40, osvojiti četiri uzastopne pobjede, prije nego što je eri serijskih automobila došao kraj.

### 1970. – 1981.
S novim desetljećem, 24 sata Le Mansa okrenula se ka ekstremnim brzinama i dizajnima bolida. Velike brzine dovele su do zamjene tradicionalnog starta Le Mans, s letećim Indianapolis startom. Iako su i dalje se natjecali serijski automobili, bili su razvrstani u niže klase, dok su namjenski izrađeni prototipovi postali pravilo. Porsche 917, 935, i 936 dominirali su desetljećem, ali preporod francuskih proizvođača Matra-Simca i Renault doveo je do prvih domaćih pobjeda od 1950. 1970-e također se pamte po vrlo dobrim nastupima privatnih konstruktora, s dvojicom koji su do sada jedini osvojili ukupne pobjede: Mirage Johna Wyera, s vozačima Jackyjem Ickxom i Derekom Bellom pobijedio je 1975., dok je Jean Rondeau, 1980. zajedno sa suvozačem Jean-Pierreom Jaussaudom, sam upravljao svojim pobjedničkim Rondeau-Ford Cosworthom.

### 1982. – 1993.
Ostatak 1980-ih poznat je po dominaciji Porschea u tadašnjoj formuli Grupa C, uvedenoj zbog štednje goriva, isprva s efikasnim Porscheom 956, kasnije zamijenjenim s 962. Obje šasije bile su dovoljno pristupačne privatnicima koji su ih masovno nabavljali, što je dovelo do šest uzastopnih pobjeda. Nakon povratka Jaguara i Mercedes-Benza utrkama sportskih prototipova prekinuta je Porscheova dominacija s pobjedama Jaguara 1988. (XJR-9) i 1990, (XJR-12) te Mercedesa 1989., koji je koristio Sauberovu šasiju. U to doba porastao je interes i japanskih proizvođača, s bolidima Nissana i Toyote među natjecateljima, ali pobijedit će samo Mazda (1991.) s prototipom Mazda 787B, pogonjenim jedinstvenim rotacijskim motorom. Također, 1989. W.M.-Peugeot postavio je novi brzinski rekord od 406 km/h na ravnom pravcu dugačkom 5 km Ligne Droite des Hunaudières. 1992. i 1993. utrkom je dominirao Peugeot s prototipom 905 dok je broj natjecatelja Grupe C i Svjetskog prvenstva sportskih prototipova znatno opadao.
Najznačajnije izmjene na stazi provedene su 1990., kada je čuveni pravac Ligne Droite des Hunaudières prekinut uvođenjem dvije šikane zbog sprječavanja postizanja brzina većih od 400 km/h. S time je započet trend kojim ACO neprekidno nastoji usporiti dijelove staze, premda se brzine od preko 320 km/h još uvijek redovno postižu na više točaka tijekom kruga.

### 1994. – 1999.
Nakon ukidanja Svjetskog prvenstva sportskih prototipova, Le Mans je doživio preporod serijskih GT automobila. Zahvaljujući rupi u pravilima, Porsche je uspio uvjeriti ACO da je Dauer 962 Le Mans supercar, serijski automobil, što je Porscheu omogućilo da se posljednji put natječe i pobijedi s Porscheom 962. Iako je ACO 1995. nastojao izmjenama u pravilima izbjeći situaciju iz prethodne godine, debitant McLaren pobijedit će sa svojim supercarom Mclaren F1 zahvaljući pouzdanosti, pobijedivši brže ali i problematične prototipove. Trend će se nastaviti do kraja 1990-ih, te je bilo izrađeno više neobičnih supersportskih automobila radi zaobilaženja pravila ACO-a o serijskim trkaćim automobilima, te su Porsche, Mercedes-Benz, Toyota, Nissan, Panoz, i Lotus prijavili se za natjecanje u kategoriji GT. To je kulminiralo 1999., kada su GT automobili natjecali se s Le Mans prototipima  Audija, Ferrarija, Mercedesa i pobjedničkog BMW-a.
Snažan utjecaj proizvođača potaknuo je ACO da posudi ime utrke prvenstvu baziranom u Sjedinjenim Državama, nazvanom American Le Mans Series, koje djeluje i danas i služi kao kvalifikacija momčadima za nastup u Le Mansu.

### 2000. – 2005.
Nakon 1999., mnogi veliki proizvođači napustili su utrke sportskih prototipova zbog troškova koje zahtjeva natjecanje. Među njima, samo će Cadillac i Audi nastaviti, s Audijem koji je s lakoćom dominirao svojim prototipom R8. Cadillac će napustiti natjecanje nakon tri godine, i premda su Panoz, Chrysler i MG nakratko nastojali konkurirati Audiju, nitko se nije približio performansama Audija A8. Nakon tri uzastopne pobjede, Audi je svojem korporacijskom partneru Bentleyu, koji se vratio natjecanju u Le Mansu 2001., osigurao motore, osoblje momčadi i vozače, te je tvornički Bentley Speed 8 2003. pobijedio ispred privatnih Audija.

### 2006. – danas
Krajem 2005., nakon pet ukupnih pobjeda automobilom A8, i šest pobjeda motora turbo V8, Audi je prihvatio novi izazov uvođenjem dizelskog prototipa R10 TDI. Premda to nije bio prvi dizelski automobil koji se natjecao u Le Mansu, bio je prvi koji je pobijedio. U to doba, među natjecateljima pojavila su se i druga alternativna goriva, uključujući bioetanol, dok je Peugeot odlučio oponašati Audi i 2007. nastupio s dizelskim automobilom Peugeot 908. Godine 2008. održala se vrlo uzbudljiva utrka između Audija R10 i Peugeota 908. Nakon 24 sata utrke, Audi je uspio pobijediti s manje od 10 minuta razlike. Peugeot je 2009. uveo novi sustav obnavljanja energije nalik na KERS korišten u Formuli 1. Aston Martin nastupio je u kategoriji LMP1, ali nastavio i natjecanje u klasi GT1 s privatnim momčadima. Audi se natjecao s novim R15 TDI, ali ovog puta je prevagnuo Peugeot u svojoj prvoj ukupnoj pobjedi nakon 1993.
S podrškom ACO-a formirano je još jedno prvenstvo, nalik na American Le Mans Series, koncentrirano u Europi, Le Mans Endurance Series (kasnije skraćeno na Le Mans Series), koje će oživjeti mnoge poznate 1000 kilometarske utrke izdržljivosti. 2006.  osnovana je i azijska Japan Le Mans Challenge.

## Inovacije
U Le Mansu su uvedene mnoge preinake na dizajnu automobila radi svladavanja nekih od teškoća koje donosi staza, diktirane pravilima ili nastojanjima natjecatelja da nadmudre konkurenciju. Neke od preinaka kasnije su uvedene u serijske cestovne automobile te se danas svakodnevno koriste.

### Aerodinamika
Jedna od ključnih komponenti pobjede u Le Mansu je maksimalna brzina, koju zahtijevaju dugački ravni pravci staze, što znači da su vozila nastojala postići najveće moguće brzine umjesto da se pouzdaju u aerodinamički pritisak u zavojima. Dok su rani natjecatelji bili cestovni automobili s uklonjenom karoserijom radi smanjivanja težine, inovatori, kao Bugatti, razvili su automobile koji su sadržili početke aerodinamike. S nadimkom "tankovi", zbog sličnosti s vanjskim spremnikom goriva na zrakoplovu koji se tijekom leta može odbaciti, takvi automobili koristili su radi povećanja brzine, jednostavne obline kao pokrov svim mehaničkim elementima vozila. Nakon Drugog svjetskog rata, većina proizvođača primijenila je zatvorene aerodinamičke karoserije, što je dovelo do razdvajanja od Grand Prix bolida, koji su rijetko imali krupnu karoseriju.
Tijekom vremena, karoserije su postale veće ali i lakše. Veće karoserije stvarale su više aerodinamičkog pritiska u zavojima bez da povećavaju otpor, što je automobilima omogućavalo da zadrže visoke maksimalne brzine. Takve produžene karoserije uglavnom su utjecale na stražnji kraj vozila, često nazvanim "dugi rep". Radi manjeg otpora, karoserijama su pokrivani i kokpiti, premda će se otvoreni kokpiti ponovo pojavljivati i nestajati tijekom godina kako su se pravila mijenjala. Aerodinamika dosegla je vrhunac 1989., prije izmjena na pravcu Mulsanne, gdje je za vrijeme utrke 1988., posada prototipa W.M. pokrila otvore motora i postavila rekordnu brzinu od 406 km/h s namjerom stvaranja publiciteta, premda je automobil na drugim dijelovima staze bio skoro nemoguć za upravljanje i motor ubrzo uništen zbog pomanjkanja hlađenja. Ipak, iduće godine, Mercedes-Benz C9 postigao je za vrijeme kvalifikacija 399 km/h.

### Motori
U Le Mansu natjecali su se vrlo raznoliki motori, s ciljem postizanja najvećih brzina ali i manje potrošnje goriva radi kraćih zadržavanja u boksevima. Dimenzije motora znatno su varirale, od najmanjih 569 cc (Simca Cinq), do najvećih od 7986 cc (Chrysler Viper GTS-R). Kompresor je bio rana inovacija za povećanje izlazne snage, prvi puta u uporabi 1929., dok se turbopunjač neće pojaviti do 1974.
Prvi natjecatelj bez klipnog motora bio je Rover kojem je u suradnji s B.R.M.-om 1963. instalirana plinska turbina, s dvojakim uspjehom, iskustvo ponovljeno i 1965. Američki Howmet Corporation ponovo će pokušati natjecanje uz pogon turbine, ali s još i manje uspjeha. Premda su se takvi motori isticali velikom snagom, pregrijavali su se i trošili puno goriva.
Još jedan neklipni motor koji se natjecao bio je Wankelov motor, poznat i kao rotacijski motor. Korišten isključivo kod Mazde od uvođenja 1970., Wankelov je kompaktni motor (koji je također patio od problema prevelike potrošnje kao i turbinski) ipak, za razliku od plinskih turbina doživio uspjeh. Nakon mnogo godina razvoja, Mazda je 1991. s prototipom 787B uspjela osvojiti jedinu ukupnu pobjedu u s neklipnim motorom.
Izvori alternativnih goriva također će igrati ulogu u standardnim dizajnima motora, s prvim nebenzinskim automobilom na utrci 1949., kada je Delettrez Special bio pogonjen dizelskim motorom, što je ponovio i M.A.P. iduće godine. Premda se dizel povremeno pojavljivao među natjecateljima, veliki proizvođač u takav dizajn motora investirat će tek 2006., kada je Audi pobijedio s R10 TDI.
Etanolsko gorivo uvedeno je 1980. u izmijenjenom Porscheu 911 koji je ostvario pobjedu u klasi. Godine 2008. dozvoljeno je korištenje biogoriva (10% etanola za benzinske motore i biodizel za dizelske). Audi je prvi koristio 10% BTL biodizel nove generacije, proizveden od biomase i razvijen od partnerskog Shella.
Od 2009. nadalje, nova pravila ACO-a, dozvoljavaju nastup hibridnim vozilima, s KERS ili TERS sustavima, premda su predviđena jedino električna (baterijska) skladištenja energije, naizgled isključujući bilo kakve sisteme temeljene zamašnjakom. Za automobile opremljene KERS-om, 2009. bila su uvedena posebna klasifikacijska pravila, dok će od 2010. biti dozvoljeno natjecanje za pobjedu.

### Kočnice
S velikim brzinama na stazi, kočnice su postale ključni faktor za sigurno usporavanja trkaćih automobila, posebno na zavojima kao Mulsanne. Disk kočnice prvi su puta primijenjene na Jaguaru C-Type 1953., dok je 1950-ih Mercedes-Benz 300 SLR uveo koncept aerodinamičkih zračnih kočnica, koristeći veliki spojler na stražnjem kraju vozila.
1980-ih, ABS kočnički sustavi postali su kao sigurnosna mjera standard na većini vozila Grupe C, radi sigurnog usporavanja pri brzinama od cca 320 km/h. Krajem 1990-ih, kočnice ojačanog ugljik-ugljika prilagođene su za poboljšano usporavanje i pouzdanost.

## Uspješne marke i vozači
Tijekom godina, mnogi proizvođači postigli su ukupne pobjede, dok ih je još i više osvojilo pobjede u nižim klasama. Daleko najujsupješnija marka u povijesti utrke je Porsche, koji je do sada osvojio 16 ukupnih pobjeda, uključujući i sedam uzastopnih od 1981. do 1987. S 9 pobjeda, drugi najuspješniji proizvođači su Ferrari, od kojih šest u nizu od 1960. do 1965., i u novije vrijeme Audi, koji je pobijedio u 9 od 11 utrka na kojima je sudjelovao. Vodeći trojac prate Jaguar sa 7 pobjeda, Bentley, Alfa Romeo, i Ford s 4 pobjede u nizu, i Bentley s još dvije pobjede drugih godina. Audi i Tim Joest osvojili su u dva navrata tri uzastopne pobjede, od kojih prvi niz 2000., 2001. i 2002. Jedina japanska marka koja je do sada pobijedila je Mazda, premda je skoro svaki značajniji japanski proizvođač sudjelovao. Pobjeda Mazde 1991., također je do sada jedina pobjeda rotacijskog Wankelova motora, jednog od glavnih Mazdinih obilježja.
Među vozačima, dvojica se posebno ističu. Izvorno je Belgijanac Jacky Ickx držao rekord od šest pobjeda, osvojenih od 1969. do 1982., što mu je donijelo i počasno građanstvo u gradu Le Mansu. Ipak, Danac Tom Kristensen bio je sposoban brzo premašiti taj rekord s devet pobjeda između 1997. i 2013., uključujući i šest uzastopnih. Trostruki pobjednik 1928., 1929. i 1930., Britanac Woolf Barnato, i čuveni američki vozač A.J. Foyt, pobjednik 1967., do danas jedini su vozači koji su u Le Mansu pobijedili sve utrke na kojima su sudjelovali.
Henri Pescarolo pobijedio je 4 puta, no drži rekord od 33 nastupa na utrci. Japanac Yojiro Terada drži rekord najvećeg broja nastupa bez pobjede. Graham Hill jedini je vozač koji se okitio takozvanom "trostrukom krunom motorsporta", koju definira pobjeda na 500 milja Indianapolisa, (koju je Hill pobijedio 1966.) Velikoj nagradi Monaka (1963., 1964., 1965., 1968., 1969.) i na 24 sata Le Mansa (1972.).

## Incidenti
Zbog velikih brzina po kojima je Le Mans poznat, na stazi su viđene brojne nesreće, od kojih neke fatalne po vozače i gledatelje. Najgori trenutak u povijesti 24 sata Le Mansa odigrao se za vrijeme utrke 1955., kada su poginuli vozač Pierre Levegh i više od 80 gledatelja, šokantna nesreća koja je tada uzrokovala ukidanje mnogih manjih utrka, kao Grand Prix utrke u Njemačkoj i Švicarskoj, gdje su kasnije u potpunosti zabranjene automobilističke utrke. Nesreća je dovela do opsežnih sigurnosnih pravila u svim automobilističkim prvenstvima, i za vozače i za publiku. Do sada, posljednja fatalna nesreća na utrci zbila se 1986., kada je poginuo Jo Gartner, za upravljačem Porschea 962C, premda se 1997. dogodila jedna pogibija i za vrijeme kvalifikacija.
U novije vrijeme, utrku 1999. karakterizirala je serija nevjerojatnih incidenata koja je zadesila Mercedes-Benz, iako bez ozlijeđenih. U nekoliko odvojenih situacija, novi Mercedesov prototip CLR, izrađen posebno za utrku u Le Mansu, zbog greške u aerodinamičkom dizajnu tri je puta pri velikim brzinama poletio u zrak, jednom na testiranjima, jednom na zagrijavanju, i još jednom u utrci.
Premda su u Mercedesu tvrdili da su nakon prvog incidenta riješili problem i da su automobili sigurni za upravljanje, situacija se ponovila pred samu utrku, i kasnije u samoj utci, kada je CLR preletio zaštitne ograde i sletio u obližnjoj šumi. Nakon toga Mercedes je povukao preostali bolid iz utrke i otkazao cjelokupni program sportskih prototipova. Odluka sportskog menadžera Mercedes-Benza Norberta Hauga da se nakon prva dva incidenta njihovi automobili svejedno natječu, posebno u aspektu katastrofe iz 1955., naišla je na oštre kritike.

## U medijima
Utrka 1969., poznata po vrlo neizvjesnom završetku, dokumentirana je u kratkom filmu La Ronde Infernale. Film, nakratko prikazivan u kinima, danas je dostupan na DVD-u.
Godine 1971. snimljen je igrani film Le Mans, sa Steve McQueenom, u ulozi fiktivnog Michaela Delaneya, vozača Gulf Porschea na utrci 1970. Tematski povezan sa sličnim filmovima o automobilizmu, kao Grand Prix za Formulu 1, i Winning za Indy 500, Le Mans je napoznatiji film o utrkama sportskih automobila. Snimljen je tijekom utrke korištenjem preinačenih trkaćih automobila opremljenih kamerama, kao i više kupljenih Porschea 917, Ferrarija 512, Lola T70 za scene snimane nakon utrke. Porsche 908 na kojem je tijekom utrke bila postavljena kamera, utrku je završio, ali je bio toliko nisko u poretku radi dugotrajnih izmjena filmskih rola da nije klasificiran u rezultatima.
Noviji film, koji djelomično crpi inspiraciju iz 24 sata Le Mansa, je Michel Valliant iz 2003., o junaku iz istoimenog francuskog stripa o automobilizmu. Kao i u filmu Le Mans, korištene su originalne snimke iz utrke, snimljene 2002., no film nije postigao veći uspjeh. Također, dokumentarac nazvan "Truth in 24", opisuje nastojanje Audija da 2008. osvoji petu uzastopnu pobjedu, s prikazom tijekom cijele sezone koja vodi čuvenoj francuskoj utrci.

## Televizijski prijenosi
Motors TV prenosio je 24 sata Le Mansa u cijelosti 2006. i 2007., što je uključivalo tehničke preglede, kvalifikacije, paradu vozača, zagrijavanje i cijelu utrku. U Sjedinjenim Državama. Speed Channel prenosi dijelove utrke kombinacijom francuskog originalnog signala i reportažne ekipe u boksevima. 2008., Eurosport je osigurao višegodišnji ugovor za prenos cijele utrke uključujući i kvalifikacije i motociklističku utrku. Svakoga sata utrke 2008., prenošeni su dijelovi natjecanja na glavnom kanalu i na Eurosport 2. Dodatno, live streaming video bio je uz naplatu osiguran i na Eurosportovoj internetskoj stranici.
Utrku također prenosi (na engleskom) Radio Le Mans, direktno sa staze svih 24 sata, te i prije i poslije natjecanja. Radio Le Mans također emitira program kroz internet radio na svom websajtu.

## Utrke povijesnih automobila
Od 2001., ACO je odobrio utrci povijesnih vozila Le Mans Legend sudjelovanje tijekom vikenda glavne utrke, na punoj dužini staze. Takve egzibicijske utrke uključuju klasične automobile koji su prethodno natjecali se u Le Mansu, ili vozila nalik na njih. Svake godine sudjeluje izbor vozila iz određenog vremenskog razdoblja. Premda se natječu većinom vozači amateri, sudjelovali su i neki od čuvenih vozača koji su se svojedobno natjecali na utrci, kao Stirling Moss.
Od 2002., srpnja svake druge godine održava se utrka povijesnih trkaćih automobila Le Mans Classic, u potpunom 24 satnom formatu i na originalnoj dužini staze sa startovima u različitim vremenima da bi se vozila iz raznih razdoblja mogla natjecati istovremeno. Tim se najčešće sastoji od jednog automobila u svakoj klasi, te se ukupnim pobjednikom proglašava momčad koja prikupi najviše bodova kroz pet ili šest klasa. Klase se temelje na razdobljima u kojima su se automobili natjecali, te se precizna pravila za pojedine klase ponovo utvrđuju za svaku utrku jer svaki put dobna se granica vozila pomiče za dvije godine. Premda je u prvom izdanju nastupilo pet klasa u više kraćih utrka, u idućim izdanjima šest klasa natjecalo se u manje dužih utrka, dok se 2008. natjecalo šest klasa u odvojenim utrkama. Vozači moraju posjedovati međunarodnu dozvolu za natjecanje FIA-e.

## Vanjske poveznice
- Službena stranica
- Radio Le Mans – Povijest Le Mansa
- Les24heuresduMans – Povijest 24 sata Le Mansa
- racingsportscars.com – Povijesne fotografije i rezultati
- 24 Hours in Le Mans - Life at a Racing Track  Arhivirana inačica izvorne stranice od 21. lipnja 2009. (Wayback Machine) – Njemačka TV dokumentacija
- lemans-history.com – The history of a Legend
- Le Mans Portugal – Sve o 24 sata Le Mansa   Arhivirana inačica izvorne stranice od 28. siječnja 2010. (Wayback Machine)